# Gainer (dryck)
Gainer kallas en dryck, som innehåller en övervägande mängd kolhydrater och en mindre mängd protein. Gainer innehåller vanligtvis även kreatin och vitaminer. Dosering sker oftast efter ett pass styrketräning för att påskynda återhämtningen.